# ペトルス・カンパー

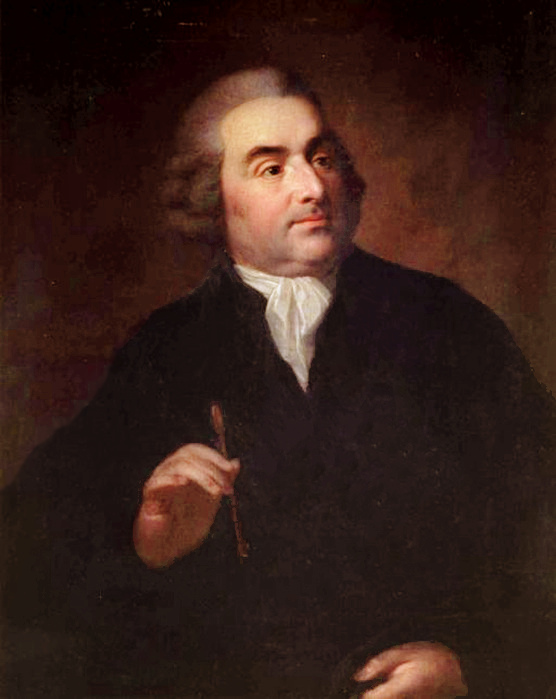
ペトルス・カンパー（1780年）

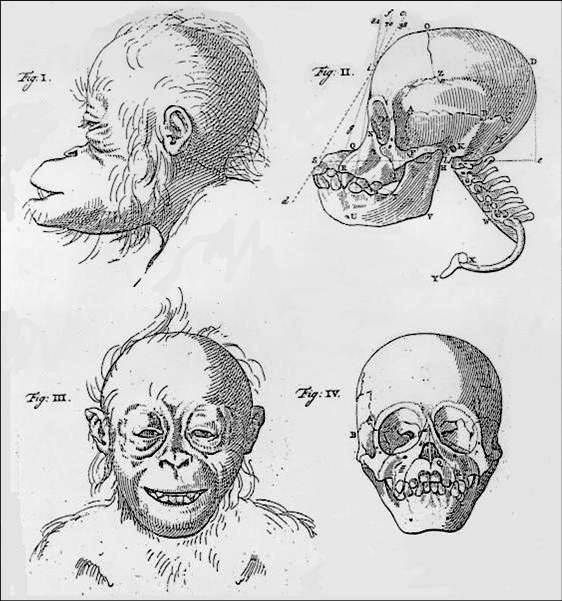
オランウータンの図版

ペトルス・カンパー（Petrus Camper、1722年5月11日 - 1789年4月7日）は、オランダの医学者、博物学者である。オランウータンの解剖学研究を行い、顔面角をヒトと比較した。名はペーテル（Peter）またはピーテル（Pieter）とも。

## 生涯
ライデンに生まれた。ライデン大学で医学を学び、1750年にフラーネカル大学（Franeker）の医学の教授となり、1755年にアムステルダム大学の外科の教授、1763年にフロニンゲン大学の外科と植物学の教授となった。1773年に大学をやめ、ヨーロッパを旅した後、1787年に国務院のメンバーになり、ハーグで没した。著書に『解剖学・病理学』（"Demonstrationes anatomico-pathologicae"）、"De claudicatione"(Groningen 1763) などがある。
カンパーの研究はヨーロッパで珍しかったオランウータンを集めて解剖し、四肢や喉頭を調べて直立歩行や言葉を話すことができないことを示した。額の頂点から上顎の門歯の中央へ引いた線と耳孔から鼻下へ引いた線との交わる角度（顔面角）がサル類や類人猿と人間の間に差のあることを示した。
カンパーはその著書『さまざまな地方とさまざまな年齢の人間の容貌の差異について』において、比較解剖学的な実証を用いて、サル、オランウータン、古代ギリシャ彫刻、カルムイク人、黒人などの人種や、子供から老人までの年齢差の違いを簡単に区別するために顔面角理論を提唱したが、これは本来は描画理論である。彼の理論をはじめ初期文化人類学は「体型と容貌の美醜」を強く意識しており、当時のドイツの考古学者・美術史家のヨハン・ヨアヒム・ヴィンケルマンが唱えた、古代ギリシア・ローマの絵画や彫刻で描かれた人間を理想とみなす古典主義美学を根拠としている。
カンパーは、顔面角が前傾すればするほど美しく威厳があるとして、古代ギリシア人を最高美と位置づけており、古代ギリシア人の顔面角は 100 度、ヨーロッパ人は 80 度、黒人とカルムイク人は 70 度、オランウータンは 58 度、サルは 42 度というように、人間の各人種と類人猿の序列化がみられる。カンパーの顔面角理論はゲオルク・フォルスターなど同時代の自然科学者たちに支持された。
カンパーは序文の中で人種差別的な意図を否定しているが、彼らの人類学理論と言説は、同時代のスイスの文筆家ヨハン・カスパー・ラヴァーターの観相学、ウィーンの神経解剖学者で生理学者のフランツ・ヨーゼフ・ガルの骨相学、19世紀後半の犯罪人類学イタリア学派創設者チェーザレ・ロンブローゾの生来性犯罪者説、フランスの犯罪学者アルフォンス・ベルティヨンの人体測定法、ナチスドイツの反ユダヤ主義人種論といった優生学や人種論の言説に、理論的に影響を与えた。

## 著書
- Demonstrationes anatomico- pathologicae [1760–1762]
- Dissertation sur les différences des traits du visage and Discours sur l'art de juger les passions de l'homme par les traits de son visage
- On the Best Form of Shoe
- Two lectures to the Amsterdam Drawing society on the facial angle (1770)
- On the Points of Similarity between the Human Species, Quadrupeds, Birds, and Fish; with Rules for Drawing, founded on this Similarity (1778)